# Маріуш (Дмитерко)
Маріуш Тома Дмитерко (пол. Mariusz Tomasz Dmyterko; нар. 29 грудня 1979, м. Битів Поморського воєводства, Польща) — український греко-католицький священник; 10 липня 2025 року номінований єпископом-помічником Вроцлавсько-Кошалінської єпархії УГКЦ і титулярним єпископом Зерніко.

## Життєпис
Маріуш Тома Дмитерко народився 29 грудня 1979 року в м. Битів Поморського воєводства, Польща. Середню освіту здобув у І Загальноосвітньому ліцеї імені Тараса Шевченка в Білому Борі. У 1999 році вступив до Митрополичої семінарії в Любліні. Філософію і богослов'я вивчав у Люблінському католицькому університеті, де в 2005 році здобув ступінь магістра богослов'я.
5 червня 2005 року був висвячений на диякона в м. Мястко, священничі свячення одержав 20 серпня 2005 року в Білому Борі з рук владики Володимира Ющака. Того ж року став сотрудником парафії Успіння Пресвятої Богородиці в Лігниці, викладав греко-католицьку катехизу у школах в Лігниці, Домбю, Росохаті та Вонгродні.
З 2006 року о. Маріуш навчався на богословському факультеті Опольського університету, де здобув ступінь ліценціата богослов'я. У 2010 році розпочав докторські студії у Папському Григоріанському університеті в Римі. Після повернення з Риму о. Маріуш здійснював різні служіння в рідній Вроцлавсько-Гданській, а відтак Вроцлавсько-Кошалінській єпархії УГКЦ в Польщі. Зокрема, розпочав душпастирське служіння в парафіях у Білому Борі, Бєлиці та Мєндзибожі. Цього ж року Папа Франциск призначив його «місіонером милосердя». З 2024 року — заступник голови Ради душпастирства родин, а з 2025 року — голова Комісії у справах євангелізації.
Володіє українською, польською, англійською й італійською мовами.

## Єпископ
10 липня 2025 року Папа Лев XIV призначив о. Маріуша Дмитерка єпикопом-помічником Вроцлавсько-Кошалінської єпархії УГКЦ в Польщі та титулярним єпископом Зерніко..